# Tramlijn Joure - Sneek
De tramlijn Joure - Sneek is een voormalige tramlijn tussen Joure en Sneek. 

## Geschiedenis
De lijn werd van 1886 tot 1947 geëxploiteerd door de Nederlandsche Tramweg Maatschappij (NTM), er werd gereden met stoomtrams. Vanaf 4 mei 1947 reden er alleen nog goederentrams totdat de lijn op 1 augustus 1947 werd gesloten en vervolgens opgebroken.